# Philodendron paucinervium
Philodendron paucinervium är en kallaväxtart som beskrevs av Thomas Bernard Croat. Philodendron paucinervium ingår i släktet Philodendron och familjen kallaväxter. Inga underarter finns listade.